# Alexandre van der Capellen

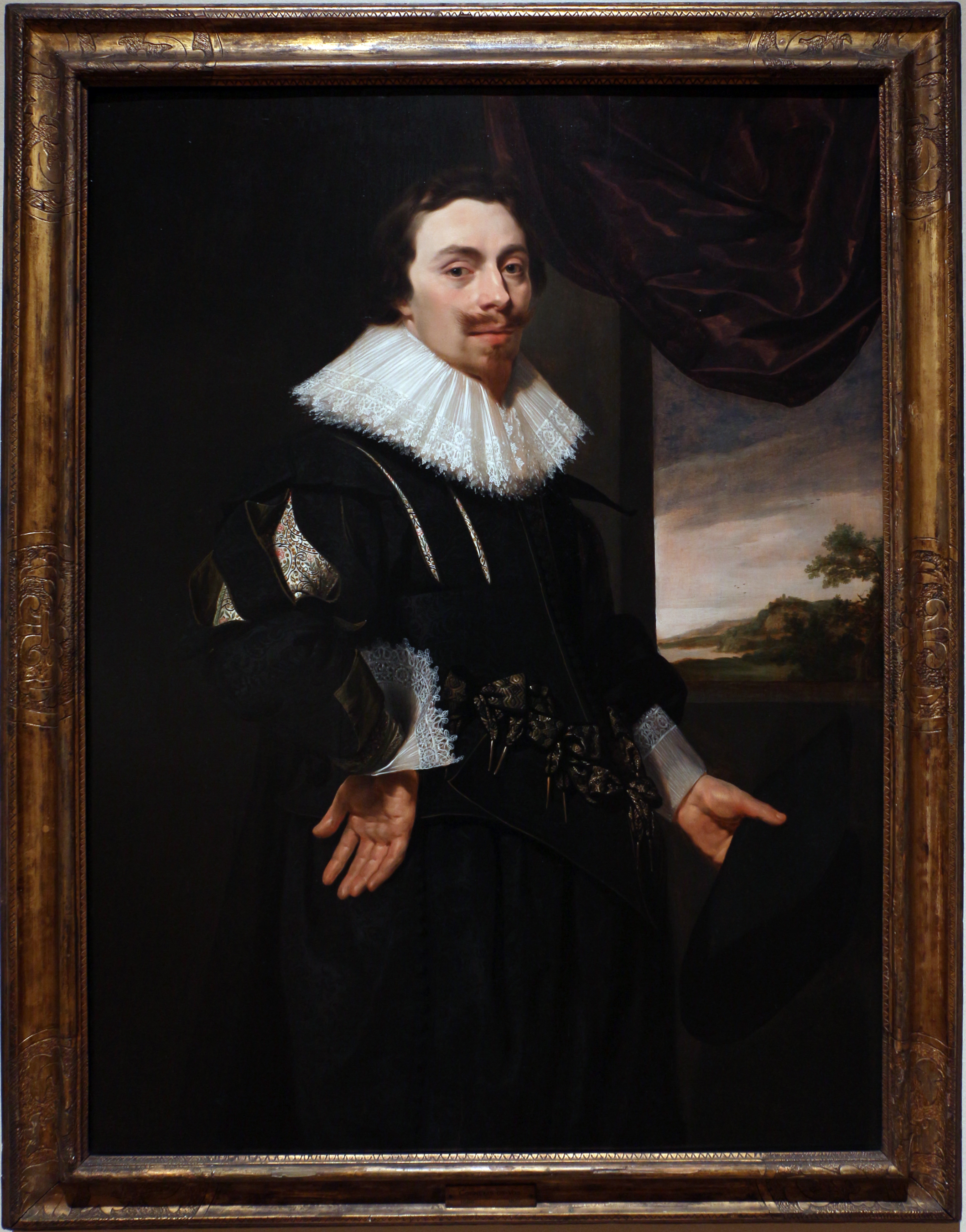

Alexandre van der Capellen (Arnhem, 1592 — Dordrecht, 1656), senhor de Aartsbergen, Boedelhoff e Merevelt, foi um nobre e estadista neerlandês.
Van der Capellen estudou com aproveitamento na universidade de Leiden, onde em quatro meses aprendeu árabe. Viajou por França e casou-se com uma fidalga que lhe levou em dote o nome de Aartsbergen. Foi conselheiro privado do príncipe Guilherme II, objectivo de graves censuras, de que procurou inutilmente justificar-se nas suas Memórias, publicadas pelo seu neto, Roberto Gaspar, em 1777, em dois tomos.